# Зиммельсдорф
Зиммельсдорф (нем. Simmelsdorf) — община  в Германии, в Республике Бавария.
Подчиняется административному округу Средняя Франкония. Входит в состав района Нюрнбергер-Ланд.  Население составляет 3122 человека (на 31 декабря 2010 года). Занимает площадь 40,85 км². Региональный шифр  —  09 5 74 158.Местные регистрационные номера транспортных средств (коды автомобильных номеров) (нем. Kraftfahrzeugkennzeichen) — LAU.
Община подразделяется на 24 сельских округа.

## Население
По оценке на 31 декабря 2015 года население общины составляет 3204 чел.
| Дата      | 1840 | 1871 | 1900 | 1925 | 1939 | 1950 | 1961 | 1970 | 1987 | 2011 |
| --------- | ---- | ---- | ---- | ---- | ---- | ---- | ---- | ---- | ---- | ---- |
| Население | 2445 | 2609 | 2257 | 2238 | 2417 | 3614 | 3167 | 3104 | 3008 | 3130 |

| Год       | 1960 | 1970 | 1980 | 1990 | 2000 | 2009 | 2010 | 2011 | 2012 | 2013 | 2014 | 2015 |
| --------- | ---- | ---- | ---- | ---- | ---- | ---- | ---- | ---- | ---- | ---- | ---- | ---- |
| Население | 3162 | 3064 | 3008 | 3120 | 3277 | 3136 | 3122 | 3129 | 3137 | 3097 | 3154 | 3204 |